# Gries im Sellrain
Gries im Sellrain är en ort och kommun i distriktet Innsbruck-Land i förbundslandet Tyrolen i Österrike. Kommunen har 621 invånare (2024). Floden Melach rinner genom byn.